# Parapnyxia subarmata
Parapnyxia subarmata är en tvåvingeart som beskrevs av Werner Mohrig och Boris Mamaev 1983. Parapnyxia subarmata ingår i släktet Parapnyxia och familjen sorgmyggor.
Artens utbredningsområde är Turkmenistan. Inga underarter finns listade i Catalogue of Life.